# La Vilette
La Vilette was een restaurant in Rotterdam, Nederland. Het had een Michelinster in de perioden 1987-1989 en 2003-2008.
Restaurant La Vilette werd geopend in 1980 door Yvonne en Carl Schuurs. Chef-kok was toen Frans Naar. Rond 1985 werd Naar opgevolgd door Sjaak Ouwejan die in 1987 een Michelinster toegekend kreeg.
Fred Mustert was chef-kok van 1995 tot 2007. Nicolas Belot, souschef onder Mustert, volgde hem op. Hij wist de ster voor 2008 te behouden, maar vertrok daarna onverwacht. Marc Muzerie nam het stokje over maar wist de Michelinster niet te behouden. Na het faillissement in 2009 heropende de zaak op een bescheidener niveau.
Het restaurant was lid van de Alliance Gastronomique Néerlandaise in de periode 1983-1986. De tweede lidmaatschapsperiode was van 2007 tot 2009.